# Gonepteryx taiwana
Gonepteryx taiwana är en fjärilsart som beskrevs av Paravicini 1913. Gonepteryx taiwana ingår i släktet Gonepteryx och familjen vitfjärilar.
Artens utbredningsområde är Taiwan. Inga underarter finns listade i Catalogue of Life.